# Fundament Film
Fundament Film är ett svenskt film- och TV-produktionsbolag som bland annat ligger bakom och har producerat första säsongen av den hyllade TV-drama-succén 30 grader i februari. (20 x 60 min i samproduktion med SVT). Vidare har bolaget producerat bland annat långfilmen Prästen i paradiset som även den är inspelad enbart i Thailand. TV-serien En spricka i kristallen, baserad på Cecilia von Krusenstjernas roman med samma namn. Långfilmen Skumtimmen, baserad på Johan Theorins prisbelönta roman, vilken utspelar sig på Öland. Bolaget är verksamt i Göteborg och Stockholm och drivs av Lars Pettersson och Håkan Hammarén.